# Głębokość tranzytowa
Głębokość tranzytowa – najmniejsza głębokość szlaku żeglownego określonego odcinka drogi wodnej.